# Billy Wright
William Ambrose Wright, más conocido como Billy Wright (Ironbridge, Shropshire, 6 de febrero de 1924-Municipio de Barnet, 3 de septiembre de 1994), fue un futbolista internacional inglés que jugaba de defensa y pasó toda su carrera jugando para los Wolverhampton Wanderers F.C.. Una estatua de él se encuentra en su estadio en su memoria.

## Biografía
Jugó como defensa central y en ocasionalmente como pivote defensivo. Billy fue el primer jugador en representar 100 veces a su país. Capitaneó a la selección de Inglaterra durante los mundiales de fútbol de 1950, 1954 y 1958.
Su asociación con los Wolves comenzó en 1934 cuando fue contratado como un miembro de su personal de tierra; hizo su primer debut con el equipo en 1939, convirtiéndose en capitán del equipo poco después de la Segunda Guerra Mundial. Con él ganaron el título de la Primera División tres veces (1954, 1958 y 1959) así como la Copa de Inglaterra en 1949. Durante sus 541 apariciones para los Wolves y sus 105 partidos para Inglaterra, su récord disciplinario fue sin igual — nunca fue amonestado o expulsado por ningún árbitro. De sus 105 apariciones internacionales, 90 fueron como capitán (un récord de todos los tiempos compartido con Bobby Moore; 70 fueron partidos consecutivos.
Tiene un récord, al igual que Bobby Moore, de capitanear 90 partidos. Lideró a Inglaterra entre 1946 y 1959. Se retiró como jugador en 1959 y se le otorgó el CBE poco después. Se convirtió en entrenador del Arsenal en 1962, pero no pudo traer ningún éxito al club; El Arsenal nunca finalizó por encima del séptimo puesto bajo Wright, y tras una mala temporada en 1965–66 — donde el Arsenal acabó decimocuarto y fue eliminado de la Copa de Inglaterra por los Blackburn Rovers (que quedaron últimos de la Primera División) — Wright fue despedido. Wright dejó de ser entrenador y más tarde se convirtió en un profesional de la televisión y Jefe de Deporte de la ATV y la Central Television. También se unió a la Junta de Directivos de los Wolverhampton Wanderers.
Wright se convirtió en una personalidad menor en los medios de comunicación, y su matrimonio con Joy Beverley de las Beverley Sisters (en un tiempo mucho antes de la era en que los futbolistas tenían novias famosas) fue unos de los matrimonios más exitosos del mundo del espectáculo. Wright fue nombrado un postulante inaugural del English Football Hall of Fame en 2002 en reconocimiento a su impacto en el juego inglés.
Murió de cáncer de estómago en 1994 con 70 años de edad.

## Clubes

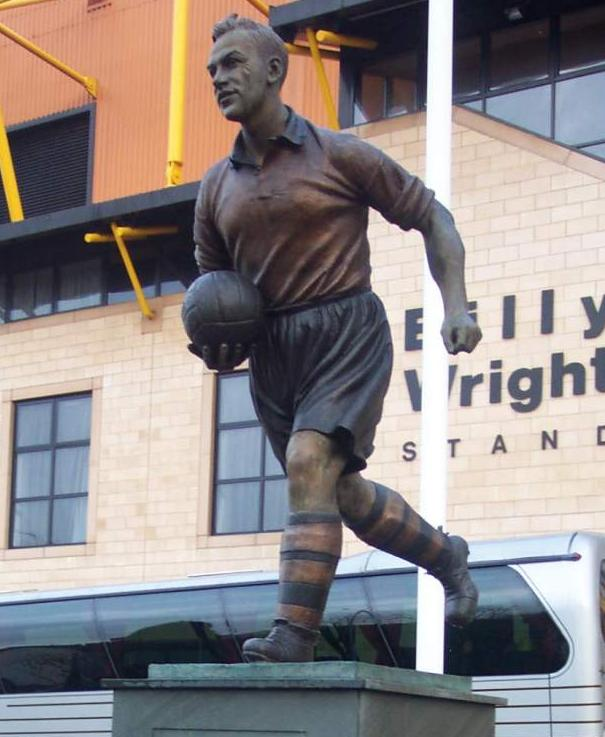
Estatua de Billy Wright

### Como jugador
| Club          | País       | Años      | P.  |
| ------------- | ---------- | --------- | --- |
| Wolverhampton | Inglaterra | 1934-1959 | 546 |

### Como entrenador
| Club       | País       | Años      |
| ---------- | ---------- | --------- |
| Arsenal FC | Inglaterra | 1962-1966 |

## Selección
| Selección  | Partidos | T. amarillas | T. rojas |
| ---------- | -------- | ------------ | -------- |
| Inglaterra | 105      | 0            | 0        |

## Palmarés

### Como jugador
| Título                         | Club          | País       | Año     |
| ------------------------------ | ------------- | ---------- | ------- |
| Copa de Inglaterra             | Wolverhampton | Inglaterra | 1948-49 |
| Community Shield               | Wolverhampton | Inglaterra | 1949    |
| Football League First Division | Wolverhampton | Inglaterra | 1953-54 |
| Community Shield               | Wolverhampton | Inglaterra | 1954    |
| Football League First Division | Wolverhampton | Inglaterra | 1957-58 |
| Football League First Division | Wolverhampton | Inglaterra | 1958-59 |
| Community Shield               | Wolverhampton | Inglaterra | 1959    |